# Zephyranthes carinata
Zephyranthes carinata es una especie de planta bulbosa perteneciente a la familia de las amarilidáceas. Es originaria de México.

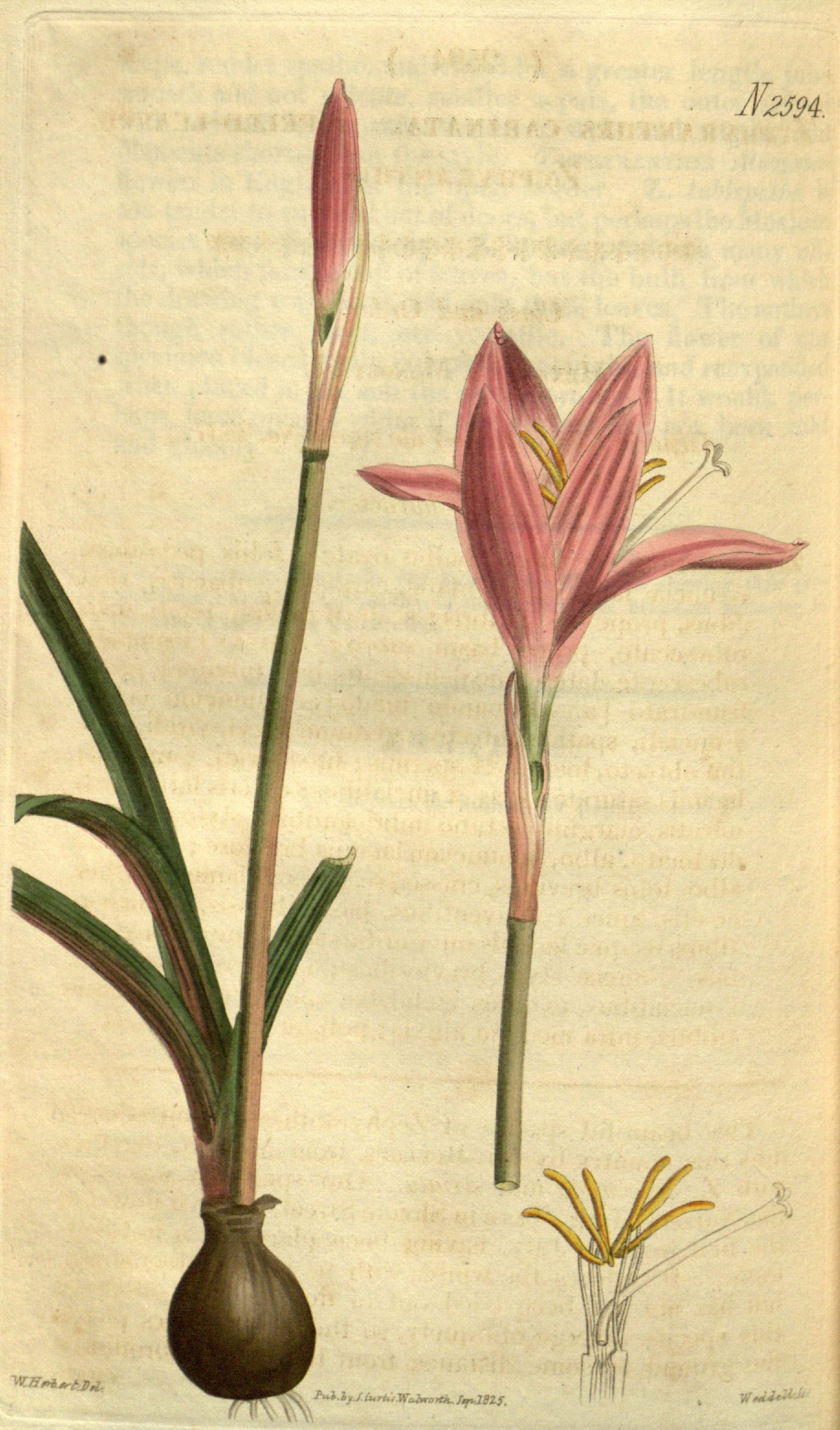
Ilustración

## Descripción
Es una planta bulbosa con un bulbo globoso, de 2-3 cm de diámetro. Tiene varias hojas, lineales, planas, de 15 - 30 cm x 6 - 8 mm. Involucros púrpura, de 4 - 5 cm. Con una solitaria flor, terminal; con pedúnculo de 2-3 cm. Perianto rosa o rojo a rosa, tubo de 1 a 2,5 cm.

## Distribución y hábitat
Ampliamente cultivada como planta ornamental. Se ha naturalizado en China [originaria de México].

## Taxonomía
Zephyranthes carinata fue descrita por Herb. y publicado en Botanical Magazine 52: t. 2594, en el año 1825. (Sept 1825)
Etimología
Zephyranthes: nombre genérico que proviene de (Zephyrus, Dios del viento del oeste en la mitología griega y Anthos, flor) puede traducirse como "flor del viento del oeste", siendo el "viento del oeste" el que trae la lluvia que desencadena la floración de estas especies.
carinata: epíteto latino que significa "carinada, con quilla".
Sinonimia
- Amaryllis carinata (Herb.) Spreng., Syst. Veg. 4(2): 132. 1827.
- Pogonema carinata (Herb.) Raf., Fl. Tellur. 4: 10. 1838.
- Atamosco carinata (Herb.) P.Wilson, Sci. Surv. Porto Rico & Virgin Islands (Britton & P. Wilson) 5: 159. 1923.
- Amaryllis concinna R.Morris, Fl. Conspic.: t. 44. 1826.
- Amaryllis lindleyana Schult. et Schult.f. in J.J.Roemer et J.A.Schultes, Syst. Veg. 7: 802. 1830.
- Zephyranthes tsouii H.H.Hu, Icon. Pl. Sin. 1: 50. 1927.[5]

## Nombre común
- Castellano:  Corazón de María, duende rosado, Lágrimas de María[6][7][2]